# Loki
Loki, (vagy Loke, vitatott jelentése: „befejező”) a skandináv mitológia alakja, germán tűzisten, gonosz tréfacsináló. A vészt hozó és mindennek végét okozó tűznek istene, egyáltalában a vész démona, az istenek és emberek minden bajának okozója. 

## Mitológiai szerepe
Ő az okozója Baldr halálának is. Az ázok gonoszságáért üldözőbe veszik, lazac alakjában próbál elrejtőzni, de Thor hálójában fennakad. Elfogják, és saját fiának (Narfi) beleivel három éles kőhöz kötözik. Szkádi, az óriásnő, egy mérgeskígyót helyez a feje fölé, hogy annak mérge Loki szemébe csepegjen, büntetésképpen azért, mert ő okozta Thjazi (Szkádi apja) halálát.
Hűséges felesége, Sigyn mellette marad és egy tálba fogja fel a kígyó csepegő mérgét. Csak amikor ki kellett ürítse a megtelt tálat, akkor csepegett a méreg Lokira, aki úgy rángatózott a fájdalomtól, hogy földrengést okozott. Loki csak a Ragnarök előtt szabadul ki.

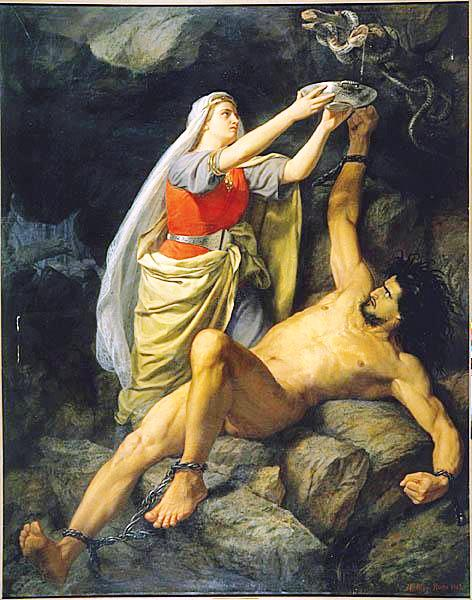
Loki és Sigyn – M.E. Winge festménye, 1890

A germán-kelta mitológiában ő a ravasz, ármányos isten. Óriások leszármazottja, az Odinnal kötött vérszerződésnek köszönhetően lett mégis isten. Külön utakon jár, gyakran szembefordul a többi istennel. Az ő nevéhez fűződik a világ pusztulása, amikor gyermekeivel és a tűzdémonokkal elpusztítja az isteneket és mindent lángba borít.

## Családja
Farbauti óriás és Laufey avagy Nál fia. Fivérei Býleist és Helblindi.
Sigynnel (valkűr), a feleségével van két közös fiuk: 
- Váli
- Nárfi (Nári).

Angrbodával, az óriásnővel:
- Fenrir farkas, aki elnyeli Odint és Szleipnirt a Ragnarökben
- Jörmungandr (Midgard-kígyó), ő és Thor végeznek majd egymással az istenek alkonyán
- Hél, az alvilág királynője

Ezenkívűl, kancává változva, ő adott életet 
- Szleipnirnek, Odin nyolclábú lovának

## Eredet és azonosítás más személyekkel
Loki-val kapcsolatban, tudós Gabriel Turville-Petre megjegyezte (1964), hogy "több tinta kiömlött Loki, mint bármely más alak miatt a skandináv mítoszoknál. Ez önmagában elég ahhoz, hogy megmutassa, mennyire kicsi az egyetértés tudósok között, és milyen messze vagyunk attól, hogy megértsük őt."

### Eredet
Loki eredetét és szerepét a norvég mitológiában a tudósok sokat vitatják. Jacob Grimm volt az első, aki 1835-ben először állított elő egy nagyobb elméletet Loki-ról, amelyben előterjesztette Loki mint „a tűz istene" fogalmát. 1889-ben Sophus Bugge Lokit a kereszténység Lucifer változataként foglalta elméletbe, amely Bugge nagyobb erőfeszítéseinek eleme volt a kereszténység alapjának megtalálására a norvég mitológiában. A második világháború után négy tudományos elmélet dominált. A négy elmélet közül az első Folke Ström-é, aki 1956-ban arra a következtetésre jutott, hogy Loki Odin isten hiposztázisa. 1959-ben Jan de Vries elmélete szerint Loki a trükkös figura tipikus példája. 
1961-ben, elemzésében kizárva az összes nem skandináv mitológiai párhuzamot, Anna Birgitta Rooth arra a következtetésre jutott, hogy Loki eredetileg egy pók volt. Anne Holtsmark, aki 1962-ben írt, arra a következtetésre jutott, hogy Lokival kapcsolatban nem lehet következtetést levonni.
Ursula Dronke tudós által javasolt népszerű elmélet szerint a Lóðurr "Loki / Loptr harmadik neve". Ennek legfőbb érve az, hogy Odin, Hœnir és Loki istenek trióként jelennek meg a Haustlöng-ben, a Reginsmál prózai bevezetésében és a Loka Táttur feröeri balladában is, amely a későbbi folklórban megjelenő skandináv istenségek példája. Az Odin-kenning "Lóðurr barátja" úgy tűnik, hogy párhuzamosan létezik a "Loptr barátja" kenning-el is, és Lokit hasonlóan "Hœnir barátjának" nevezik a Haustlöng-ben, megerősítve a trió kapcsolatot.
Bár sok tudós egyetért ezzel az azonosítással, ez nem általánosan elfogadott. Az egyik érv ellene az, hogy Loki rosszindulatú lényként jelenik meg később Völuspá-ban, ami látszólag ütközik Lóðurr mint „erős és szeretõ" alak képével. Számos tudós, köztük Jan de Vries és Georges Dumézil, szintén Lóðurr-ot azonosította Lokival. Haukur Þorgeirsson tudós azt javasolja, hogy Loki és Lóðurr ugyanazon istenség különböző nevei voltak, azon az alapon, hogy Lokit Lóðurnak nevezik a rímur Lokrur-ban. 
Þorgeirsson azzal érvel, hogy az írónak vagy hagyományból kellett volna információval rendelkeznie az azonosításról, vagy hogy a szerző a Prózai Edda alapján vonta le a következtetéseit, mivel Snorri nem említi Lóðurr-ot.Feltételezés szerint a Verses Edda tartalma 1400 körül el lett feledve a rímur megírásakor, Haukur a hagyományos azonosítás mellett érvel.Þorgeirsson rámutat Þrymlur-ra is, ahol azonos azonosítást végeznek Loki-val és Lóðurr-ral. 
Haukur azt állítja, hogy ha nem igaz, az a lehetséges, de valószínűtlen elképzelés, mi szerint a 14. és 15. századi költők rendelkeztek számunkra ismeretlen írott forrásokkal, a gondolatnak valószínűtlen mennyiségű forrásból kellett volna származnia, ahonnan a költők hasonló következtetést vonhattak le arról, hogy Loki és Lóðurr azonosak (mint egyes újabb kutatók), vagy bizonyos szóbeli hagyomány maradványai megmaradtak. Haukur arra a következtetésre jut, hogy ha Lóðurr-ot történelmileg Lokitól független istenségnek tekintették, akkor célszerű megvitatni, hogy mikor és miért azonosult Loki-val.

### Megkötés
A tudós, John Lindow kiemeli a megkötött szörny visszatérő mintázatát a skandináv mitológiában, mivel ez különösen összefügg Lokival. Loki és Angrboda három gyermeke valamilyen módon mind meg voltak kötve, és mindannyian arra voltak hivatva, hogy kiszabaduljanak Ragnaröknél és, hogy elpusztítsák a világot. A kaukázusi régió hagyományaiból kölcsönözött elemként javasolja, és mitológiai párhuzamot azonosít a „megkötött Antikrisztus keresztény legendájával, amely az utolsó ítéletre vár".

## Más megnevezései
- Lopt, "luftfararen" (légi vándor) mivel olyan cipői voltak amelyekkel tudott a levegőben járni. Vesd össze Hermésszel a görög mitológiában.
- Laufey fia, az Edda énekekben mint a Kväde om Trym (Trym-ének) és a Loketrätan (Loki csúfolkodása).
- Farkas atyja, arra utalva hogy az óriásnővel (Angrboda) nemzették Fenrir farkast.